# Tournoi de clôture du championnat d'Argentine de football 1995
Navigation
Tournoi précédent Tournoi suivant
Le tournoi de clôture de la saison 1995 du Championnat d'Argentine de football est le second tournoi semestriel de la 65e édition du championnat de première division en Argentine. Les vingt équipes sont regroupées au sein d'une poule unique où elles affrontent une fois chacun de leurs adversaires. Un classement cumulé sur les trois dernières années permet de déterminer les deux équipes reléguées à l'issue du tournoi.
C'est le club de San Lorenzo de Almagro qui remporte le tournoi après avoir terminé en tête du classement final, avec un seul point d'avance sur le Gimnasia y Esgrima (La Plata) et deux sur le Velez Sarsfield. C'est le douzième titre de champion d'Argentine de l'histoire du club.

## Qualifications continentales
Le vainqueur du tournoi Clôture est automatiquement qualifié pour la Copa Libertadores 1996 où il rejoint le vainqueur du tournoi Ouverture. Le classement cumulé des tournois Ouverture et Clôture permet de désigner les deux clubs qualifiés pour la prochaine édition de la Copa CONMEBOL.

## Les clubs participants
| \| Buenos Aires La Plata Rosario Córdoba Jujuy Corrientes \| Villes représentées lors de la saison 1994-1995 |
| Buenos Aires La Plata Rosario Córdoba Jujuy Corrientes                                                       |

- Banfield
- Argentinos Juniors
- Gimnasia y Esgrima (La Plata)
- Gimnasia y Esgrima (Jujuy)
- Rosario Central
- Belgrano (Córdoba)
- Boca Juniors
- Ferro Carril Oeste
- Talleres (Córdoba)
- Deportivo Español
- Independiente
- Lanús
- Newell's Old Boys (Rosario)
- Platense
- Racing Club
- San Lorenzo de Almagro
- Deportivo Mandiyú (Corrientes)
- Huracán
- River Plate
- Vélez Sársfield

## Compétition
Le barème utilisé pour établir le classement est le suivant :
- Victoire : 2 points
- Match nul : 1 point
- Défaite : 0 point

### Classement
| Rang | Équipe                         | Pts | J  | G  | N  | P | Bp | Bc | Diff |
| ---- | ------------------------------ | --- | -- | -- | -- | - | -- | -- | ---- |
| 1    | San Lorenzo de Almagro         | 30  | 19 | 14 | 2  | 3 | 31 | 12 | +19  |
| 2    | Gimnasia y Esgrima (La Plata)  | 29  | 19 | 12 | 5  | 2 | 29 | 13 | +16  |
| 3    | Vélez Sársfield                | 28  | 19 | 12 | 4  | 3 | 31 | 13 | +18  |
| 4    | Boca Juniors                   | 24  | 19 | 9  | 6  | 4 | 33 | 19 | +14  |
| 5    | Deportivo Español              | 24  | 19 | 10 | 4  | 5 | 27 | 13 | +14  |
| 6    | Racing Club                    | 20  | 19 | 6  | 8  | 5 | 20 | 19 | +1   |
| 7    | Rosario Central                | 19  | 19 | 5  | 9  | 5 | 29 | 23 | +6   |
| 8    | Platense                       | 19  | 19 | 4  | 11 | 4 | 15 | 14 | +1   |
| 9    | Lanús                          | 18  | 19 | 7  | 4  | 8 | 21 | 19 | +2   |
| 10   | River PlateT                   | 18  | 19 | 7  | 4  | 8 | 29 | 30 | -1   |
| 11   | Independiente                  | 18  | 19 | 7  | 4  | 8 | 24 | 26 | -2   |
| 12   | Gimnasia y Esgrima (Jujuy)     | 17  | 19 | 4  | 9  | 6 | 19 | 23 | -4   |
| 13   | Banfield                       | 16  | 19 | 5  | 6  | 8 | 17 | 22 | -5   |
| 14   | Ferro Carril Oeste             | 16  | 19 | 4  | 8  | 7 | 12 | 20 | -8   |
| 15   | Newell's Old Boys (Rosario)    | 15  | 19 | 5  | 5  | 9 | 21 | 27 | -6   |
| 16   | Talleres (Córdoba)             | 15  | 19 | 3  | 9  | 7 | 20 | 29 | -9   |
| 17   | Belgrano (Córdoba)             | 15  | 19 | 5  | 5  | 9 | 12 | 26 | -14  |
| 18   | Deportivo Mandiyú (Corrientes) | 14  | 19 | 3  | 8  | 8 | 18 | 27 | -9   |
| 19   | Huracán                        | 13  | 19 | 3  | 7  | 9 | 20 | 35 | -15  |
| 20   | Argentinos Juniors             | 12  | 19 | 2  | 8  | 9 | 18 | 36 | -18  |

|  | Qualification directe pour la Copa Libertadores 1996 |
|  | T : Tenant du titre                                  |

### Classement cumulé
Un classement cumulé des tournois Ouverture et Clôture permet de déterminer les deux équipes qualifiées pour la Copa CONMEBOL 1995. Il s'agit des deux meilleures équipes au classement qui ne sont ni qualifiées pour la Copa Libertadores 1996 ni invitées à participer à la Supercopa Sudamericana 1995.
| Rang | Équipe                         | Pts | J  | G  | N  | P  | Bp | Bc | Diff |
| ---- | ------------------------------ | --- | -- | -- | -- | -- | -- | -- | ---- |
| 1    | San Lorenzo de AlmagroClo      | 56  | 38 | 23 | 10 | 5  | 61 | 33 | +28  |
| 2    | Vélez Sarsfield                | 52  | 38 | 21 | 10 | 7  | 59 | 29 | +30  |
| 3    | River PlateOuv                 | 49  | 38 | 19 | 11 | 8  | 60 | 44 | +16  |
| 4    | Gimnasia y Esgrima (La Plata)  | 48  | 38 | 19 | 10 | 9  | 58 | 41 | +17  |
| 5    | Boca Juniors                   | 41  | 38 | 14 | 13 | 11 | 62 | 47 | +15  |
| 6    | Rosario Central                | 40  | 38 | 12 | 16 | 10 | 51 | 43 | +8   |
| 7    | Lanús                          | 39  | 38 | 14 | 11 | 13 | 41 | 43 | -2   |
| 8    | Racing Club                    | 39  | 38 | 12 | 15 | 11 | 35 | 37 | -2   |
| 9    | Newell's Old Boys (Rosario)    | 38  | 38 | 12 | 14 | 12 | 43 | 41 | +2   |
| 10   | Banfield                       | 37  | 38 | 12 | 13 | 13 | 37 | 37 | 0    |
| 11   | Independiente                  | 37  | 38 | 14 | 9  | 15 | 44 | 45 | -1   |
| 12   | Deportivo Español              | 36  | 38 | 12 | 12 | 14 | 43 | 39 | +4   |
| 13   | Belgrano (Córdoba)             | 36  | 38 | 12 | 12 | 14 | 37 | 44 | -7   |
| 14   | Platense                       | 35  | 38 | 9  | 17 | 12 | 34 | 38 | -4   |
| 15   | Argentinos Juniors             | 34  | 38 | 10 | 14 | 14 | 42 | 55 | -13  |
| 16   | Gimnasia y Esgrima (Jujuy)     | 32  | 38 | 10 | 12 | 16 | 32 | 47 | -15  |
| 17   | Ferro Carril Oeste             | 32  | 38 | 9  | 14 | 15 | 33 | 50 | -17  |
| 18   | Huracán                        | 29  | 38 | 9  | 11 | 18 | 42 | 60 | -18  |
| 19   | Deportivo Mandiyú (Corrientes) | 25  | 38 | 4  | 17 | 17 | 37 | 58 | -21  |
| 20   | Talleres (Córdoba) -2          | 24  | 38 | 5  | 16 | 17 | 38 | 58 | -20  |

|  | Qualification directe pour la Copa Libertadores 1996                                   |
|  | Qualification directe pour la Copa CONMEBOL 1995                                       |
|  | Invitation pour la Supercopa Sudamericana 1995                                         |
|  | Ouv ; Vainqueur du tournoi d'Ouverture 1994 Clo : Vainqueur du tournoi de Clôture 1995 |

- River Plate est à la fois qualifié pour la Copa Libertadores 1996 et invité à participer à la Supercopa Sudamericana 1995.

### Table de relégation
Un classement cumulé des trois dernières saisons du championnat permet de déterminer les deux équipes reléguées en Primera B.
| Rang | Équipe                         | Pts   | J   | G | N | P | Bp | Bc | Diff |
| ---- | ------------------------------ | ----- | --- | - | - | - | -- | -- | ---- |
| 1    | San Lorenzo de AlmagroClo      | 1,271 | 114 |   |   |   |    |    |      |
| 2    | River Plate                    | 1,228 | 114 |   |   |   |    |    |      |
| 3    | Velez Sarsfield                | 1,210 | 114 |   |   |   |    |    |      |
| 4    | Boca JuniorsOuv                | 1,149 | 114 |   |   |   |    |    |      |
| 5    | Independiente                  | 1,105 | 114 |   |   |   |    |    |      |
| 6    | Gimnasia y Esgrima (La Plata)  | 1,052 | 114 |   |   |   |    |    |      |
| 7    | Lanús                          | 1,026 | 76  |   |   |   |    |    |      |
| 8    | Racing Club                    | 1,026 | 114 |   |   |   |    |    |      |
| 9    | Rosario Central                | 1,017 | 114 |   |   |   |    |    |      |
| 10   | Huracán                        | 1,008 | 114 |   |   |   |    |    |      |
| 11   | Banfield                       | 1,000 | 76  |   |   |   |    |    |      |
| 12   | Belgrano (Córdoba)             | 0,956 | 114 |   |   |   |    |    |      |
| 13   | Deportivo Español              | 0,956 | 114 |   |   |   |    |    |      |
| 14   | Ferro Carril Oeste             | 0,921 | 114 |   |   |   |    |    |      |
| 15   | Argentinos Juniors             | 0,903 | 114 |   |   |   |    |    |      |
| 16   | Platense                       | 0,885 | 114 |   |   |   |    |    |      |
| 17   | Newell's Old Boys (Rosario)    | 0,868 | 114 |   |   |   |    |    |      |
| 18   | Gimnasia y Esgrima (Jujuy)     | 0,842 | 38  |   |   |   |    |    |      |
| 19   | Deportivo Mandiyú (Corrientes) | 0,807 | 114 |   |   |   |    |    |      |
| 20   | Talleres (Córdoba)             | 0,631 | 38  |   |   |   |    |    |      |

|  | Relégation directe en Primera B                                                        |
|  | Ouv ; Vainqueur du tournoi d'Ouverture 1994 Clo : Vainqueur du tournoi de Clôture 1995 |

## Bilan de la saison
| Championnat d'Argentine de football 1995 | |
| Champion                                 | San Lorenzo de Almagro (12e titre)                                                                                                |
| Coupes et trophées                       | |
| Vainqueur de la Coupe d'Argentine 1995   | Non disputée |
| Qualifications continentales             | |
| Copa Libertadores 1996                   | San Lorenzo de Almagro |
| Copa CONMEBOL 1995                       | Gimnasia y Esgrima (La Plata) Rosario Central                                                                                     |
| Supercopa Sudamericana 1995              | Independiente River Plate Boca Juniors Racing Club Argentinos Juniors Velez Sarsfield Estudiantes (La Plata) (Primera B Nacional) |
| Promotions et relégations                | |
| Promus en Primera Division               | Estudiantes (La Plata) Colón (Santa Fe)                                                                                           |
| Relégués en Primera B Nacional           | Deportivo Mandiyú (Corrientes) Talleres (Córdoba)                                                                                 |